# Rotschwanzweber
Der Rotschwanzweber (Histurgops ruficauda) ist eine Vogelart, die endemisch nur in Tansania vorkommt. 

## Merkmale
Der Rotschwanzweber ist ein starengroßer braun-grau gescheckter Vogel, der eine Länge von 20 bis 22 Zentimeter erreicht. Die Schwungfedern sind dunkel- bzw. kastanienbraun, die inneren Schwanzfedern kastanienbraun, die äußeren rötlich. Die weißlich-hellgrauen Ränder der Federn auf der Unterseite führen zu einem schuppigen Muster. Die Augen sind bläulich-weiß, Schnabel und Füße braun. Beide Geschlechter sehen gleich aus. Jungvögel sind dunkler braun, haben einen gelblichen Schnabel und braune Augen. Seine Rufe sind ein meckerndes „pchweezzee“ und ein quietschendes „skwee-ur“. Rotschwanzweber können leicht mit den Weibchen und Jungvögeln des Büffelwebers (Bubalornis niger) verwechselt werden. Diese haben jedoch keinen rötlichen Schwanz.

## Verbreitung
Das relativ kleine Verbreitungsgebiet des Rotschwanzwebers liegt im Nordwesten Tansanias und reicht vom Tarangire- und Lake Manyara National Park bis zum Ngorongoro-Krater und von Eyasisee zur Serengeti.

## Lebensweise
Rotschwanzweber leben in offenen Savannen und sind gesellig und laut. Sie suchen ihre Nahrung auf dem Bodengrund, allein oder zusammen mit Büffelwebern und Staren. Besonders häufig sind sie um die Lodges der Nationalparks anzutreffen. Zu Brutzeit baut der Rotschwanzweber in Akazien ein großes Nest aus Grashalmen, das eine kurze, aber breite Eingangsröhre hat. Er brütet in verstreuten, losen Kolonien.